# Mattschwarzer Blütenbock

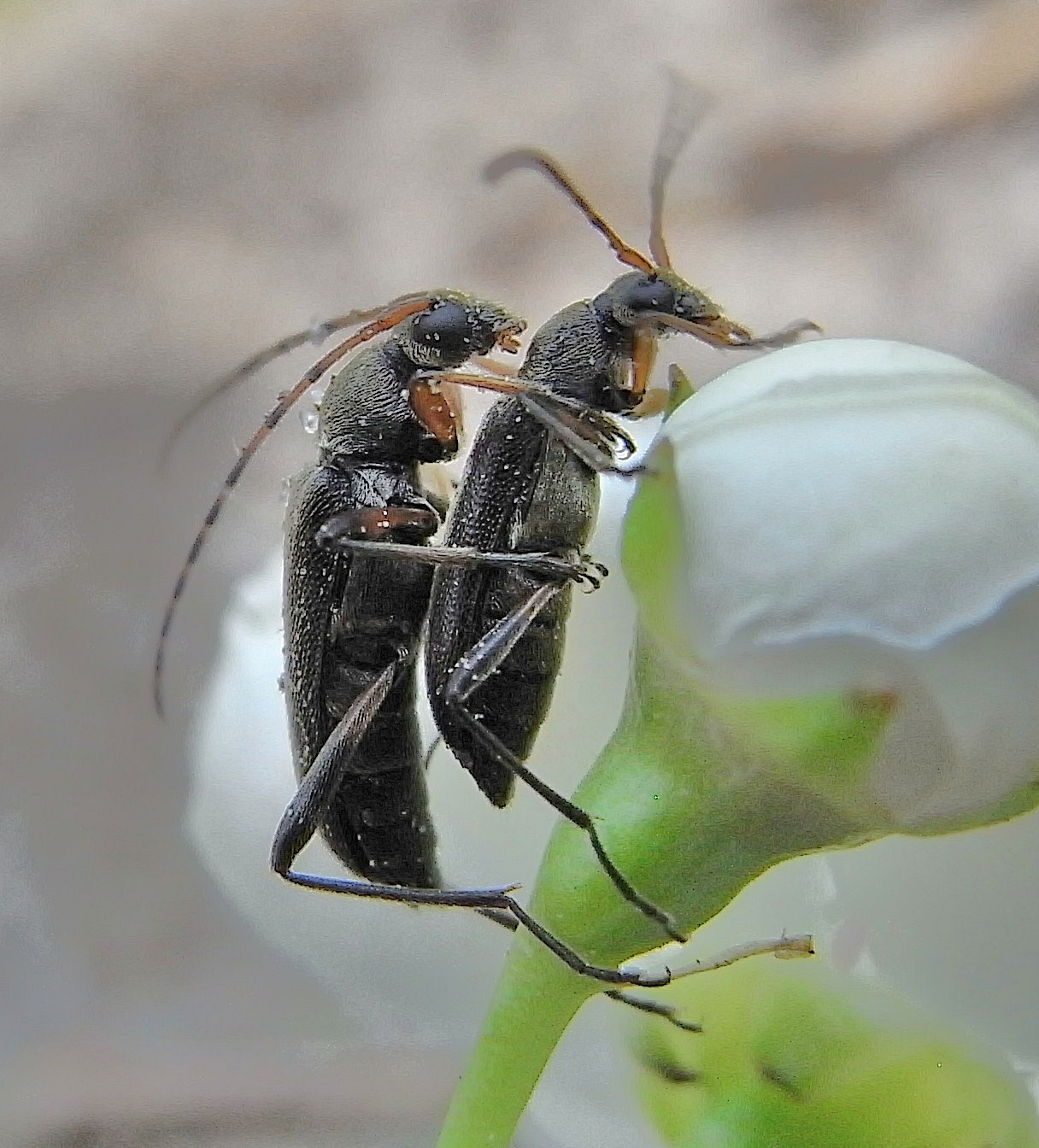
Mattschwarzer Bütenbock auf Weißdorn

Der Mattschwarze Blütenbock (Grammoptera ruficornis), auch Rothörniger Blütenbock genannt, ist ein Käfer aus der Familie der Bockkäfer (Cerambycidae). Es handelt sich um eine von 25 Arten seiner Gattung in der Paläarktis, fünf von diesen kommen in Europa vor.

## Merkmale

### Merkmale der Imagines
Dieser zarte, kleine Bockkäfer wird 4,5 bis 7 Millimeter lang. Der Körper ist gestreckt und nach hinten wenig verschmälert. Die Oberseite ist schwarz gefärbt und sehr fein grau, gelbgrau oder grünlich behaart. Die Beine und Antennen haben eine teilweise gelbbraune Färbung. Von ähnlichen Arten der Gattung unterscheidet sich der Mattschwarze Blütenbock dadurch, dass das zweite Fühlerglied deutlich länger als breit ist.
Exemplare mit dunklen Fühlern und Beinen aus Aserbaidschan wurden als Unterart Grammoptera ruficornis obscuricornis Kraatz, 1886 beschrieben.

### Merkmale der Larven
Der Körper und der Kopf der Larven der Gattung ähneln denen der Gattung Dinoptera, der Körper ist jedoch weiß statt grau und mit feineren und kürzeren Borsten besetzt. Sie erreichen eine Länge von etwa 11 bis 14 Millimetern mit einer Breite der an den Seiten konkaven Kopfkapsel von etwa 2 Millimetern. Der Körper ist mehr oder weniger abgeflacht. Beiderseits der Kopfkapsel befinden sich nur je drei große Stemmata. Die Antennen sind kurz und zweigliedrig, das dritte Antennenglied fehlt. Der Hinterrand des Pronotum besitzt keine Borsten. Die Dorsalampulle am siebten Abdominalsegment ist gut ausgebildet und das neunte Abdominalsegment besitzt keinen caudalen Dorn am Körperende.

## Verbreitungsgebiet
Der Mattschwarze Blütenbock lebt in Mittel- und Südeuropa sowie im südlichen Nordeuropa und den Britischen Inseln. In Mitteleuropa ist er generell häufig anzutreffen, in Deutschland und Österreich ist er in allen Bundesländern nachgewiesen und auch in der Schweiz gilt er als verbreitet. Im Osten reicht sein Verbreitungsgebiet bis nach Russland, Kleinasien und den Kaukasus. Der Käfer bevorzugt niedere und montane Lagen. In den Alpen übersteigt er selten eine Höhe von 1000 Metern. In Deutschland ist er recht häufig, besonders in wärmeren Gegenden.

## Lebensweise
Man findet die Art im Mai bis August und besonders Juni und Juli auf Blüten, zum Beispiel Weißdorn und Doldenblütlern. Die Entwicklung findet in dürren Ästen von Laubholz statt. Genannt werden Weide, Pappel, Erle, Hasel, Spindelbaum, Weißdorn, Efeu, Hibiskus, Faulbaum, Linde, Nussbaum, Berberitze, Eiche, Robinie, Hainbuche und Ginster.

## Systematik
Der Mattschwarze Blütenbock ist eine eigenständige Art der Bockkäfer (Cerambycidae) und wird dort in die Gattung Grammoptera Audinet-Serville, 1835 innerhalb der Schmalböcke (Lepturinae) eingeordnet. Die wissenschaftliche Erstbeschreibung stammt von dem Entomologen Johann Christian Fabricius, der ihn 1781 als Leptura ruficornis beschrieb. Neben dieser Art enthält die Gattung zahlreiche weitere Arten. Weitere Synonyme der Art sind Leptura atra Fabricius, 1775 nec Scopolii, 1772 und Grammoptera atra ((Fabricius) Vives, 2001), Leptura clavipes Geoffroy, 1785, Leptura femorata (Olivier, 1795 nec Fabricius, 1787), Leptura laevis Herbst, 1784, Leptura parasina Thunberg, 1784, Leptura pumila Schaller, 1783, und Leptura rufipes Goeze, 1777.
Die Bezeichnung für die Gattung leitet sich vom griechischen gramma für „Linie“ und pteron für „Flügel“ ab, was sich auf die relativ schmalen Flügel bezieht. Das Epitheton ruficornis kommt aus dem Lateinischen und setzt sich zusammen aus rufus für „rot“ und cornu für „Horn“.

## Belege
1. 1 2  „20. Gattung: Grammoptera Serville.“ In: Edmund Reitter: Fauna Germanica. Die Käfer des deutschen Reiches. K.G. Lutz, Stuttgart 1912; S. 15. (Digitalisat)
2. 1 2 3 4 5 6 7  „Art: Grammoptera abdominalis (Stephens, 1831) – Schwarzer Blütenbock.“ In: Bernhard Klausnitzer, Ulrich Klausnitzer, Ekkehard Wachmann, Zdeněk Hromádko: Die Bockkäfer Mitteleuropas. Die Neue Brehm-Bücherei 499, Band 2, 4. Auflage. VerlagsKG Wolf, Magdeburg 2018, ISBN 978-389432-864-1; S. 389–390.
3. 1 2  Bernhard Klausnitzer, Ulrich Klausnitzer, Ekkehard Wachmann, Zdeněk Hromádko: Die Bockkäfer Mitteleuropas. Die Neue Brehm-Bücherei 499, Band 1, 4. Auflage. VerlagsKG Wolf, Magdeburg 2018, ISBN 978-389432-864-1; S. 105–107
4. ↑  Grammoptera ruficornis. Fauna Europaea, abgerufen am 2. Juli 2020.
5. ↑  Grammoptera ruficornis auf biolib.cz; abgerufen am 24. Juni 2020.